# Stefan Mazurkiewicz

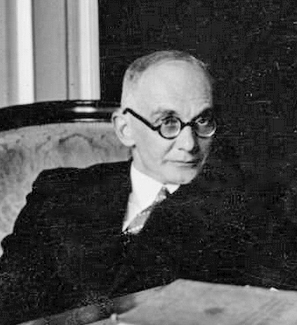
Stefan Mazurkiewicz 1935

Stefan Mazurkiewicz (* 25. September 1888 in Warschau; † 19. Juni 1945 in  Grodzisk Mazowiecki) war ein polnischer Mathematiker der Warschauer Mathematikerschule. Schwerpunkte seiner Arbeit waren Analysis, Topologie und Wahrscheinlichkeitstheorie.

## Leben
Mazurkiewicz studierte Mathematik in Krakau, München und Göttingen und wurde 1913 bei Wacław Sierpiński über raumfüllende Kurven promoviert. 1915 wurde er Professor an der neu gegründeten Warschauer Universität, nachdem die russische Herrschaft in diesem Teil Polens im Ersten Weltkrieg endete. Er blieb an der Universität und war dort zeitweise Vize-Rektor und neun Jahre lang Dekan der Fakultät für Mathematik und Naturwissenschaft.
Er befasste sich zunächst mit Allgemeiner Topologie. Mit Zygmunt Janiszewski hatte er schon 1917 ein Topologie Seminar in Warschau. Vor Karl Menger und Pavel Urysohn führte er die Dimension kompakter Mengen ein. Einige topologische Sätze von Mazurkiewicz wurden unabhängig von Hans Hahn um dieselbe Zeit gefunden.
Während des Polnisch-Sowjetischen Krieges (1919–1921) arbeitete er im Biuro Szyfrów, dem „Chiffren-Büro“ des polnischen Generalstabs, erfolgreich an der Entzifferung sowjetischer Geheimnachrichten.
Später wandte er sich der Wahrscheinlichkeitstheorie zu, wobei er 1922 unabhängig von Francesco Cantelli das Starke Gesetz der großen Zahlen bewies, ein Axiomensystem entwickelte und während der deutschen Besatzung Polens ein Buch über Wahrscheinlichkeitstheorie schrieb. Das Manuskript verbrannte zwar, aber vor seinem Tod konnte er noch Teile neu fertigstellen, die 1956 veröffentlicht wurden. Er starb bei einer Operation wegen eines Magengeschwürs.
Er war, zusammen mit Sierpiński und Janiszewski, der Begründer der Zeitschrift Fundamenta Mathematicae und ab 1920 deren Herausgeber mit Sierpinski. 1922 wurde er Mitglied der Polska Akademia Nauk und 1917 Mitglied der Polska Akademia Umiejętności. 1933 bis 1935 war er Präsident der Polnischen Mathematischen Gesellschaft.
Auf ihn gehen mehrere Sätze zurück, so der Satz von Mazurkiewicz über ebene Punktmengen, der Satz von Mazurkiewicz in der mengentheoretischen Topologie und der Satz von Hahn-Mazurkiewicz über Peano-Räume.

## Schriften
- Grundlagen der Wahrscheinlichkeitsrechnung. (Polnisch: Podstawy rachunku prawdopodobienstwa.) Mathematische Monographien Nr. 32, 1956.
- Travaux des topologie et ses applications. Herausgeber Karol Borsuk. Warschau 1969.